# Iglesia de la Santísima Trinidad de los Españoles
La iglesia de la Santísima Trinidad de los Españoles, es una iglesia de Roma en el Campo Marzio, al inicio de via Condotti.

## Historia
La iglesia pertenecía originalmente a la Orden de la Santísima Trinidad y de la Redención de Cautivos, fundada en el siglo XII por los santos Félix de Valois y Juan de Mata. 
A principios del siglo XVIII el Trinitario Fray Diego Morcillo, arzobispo de Lima, envió de Perú a sus hermanos romanos 200.000 pesos destinados a la fundación de un convento, una iglesia y un hospicio secular.
La obra se inició sobre el antiguo palacio Ruccellai, comprado en 1733 por el trinitario padre Lorenzo en nombre de las provincias de Castilla, León y Navarra por 25.471 escudos romanos con rescripto del papa Clemente XII.  El cardenal Antonio Saverio Gentili, protector de la Orden, puso la primera piedra el 21 de mayo de 1741, iniciando la construcción bajo la dirección del arquitecto portugués Emamuel Rodríguez Dos Santos, autor del proyecto, ayudado por Giuseppe Sardi. A raíz de desacuerdos con la Orden, en 1746 se hizo cargo el español José de Hermosilla y Sandoval, responsable de la decoración interna. Poco después, la fundación fue puesta bajo el protectorado de la Corona de España por Real Decreto de Felipe V con fecha del 10 de agosto de 1734.
En 1810 los edificios fueron confiscados bajo el dominio francés. Más tarde 1880, reducida al mínimo la comunidad de los padres trinitarios, los superiores decidieron transformar el convento en «Colegio para las misiones del Extremo Oriente» de los Dominicos, convirtiéndose desde aquel momento en sus tutores y propietarios.

## Descripción
La fachada de la iglesia es de forma cóncava, cuya decoración recuerda su pertenencia a la Orden de la Santísima Trinidad, donde se encuentran las estatuas de los dos fundadores: Juan de Mata y Félix de Valois. Además, se pueden observar escudos de Felipe V, bajo cuyo reinado fue fundada.

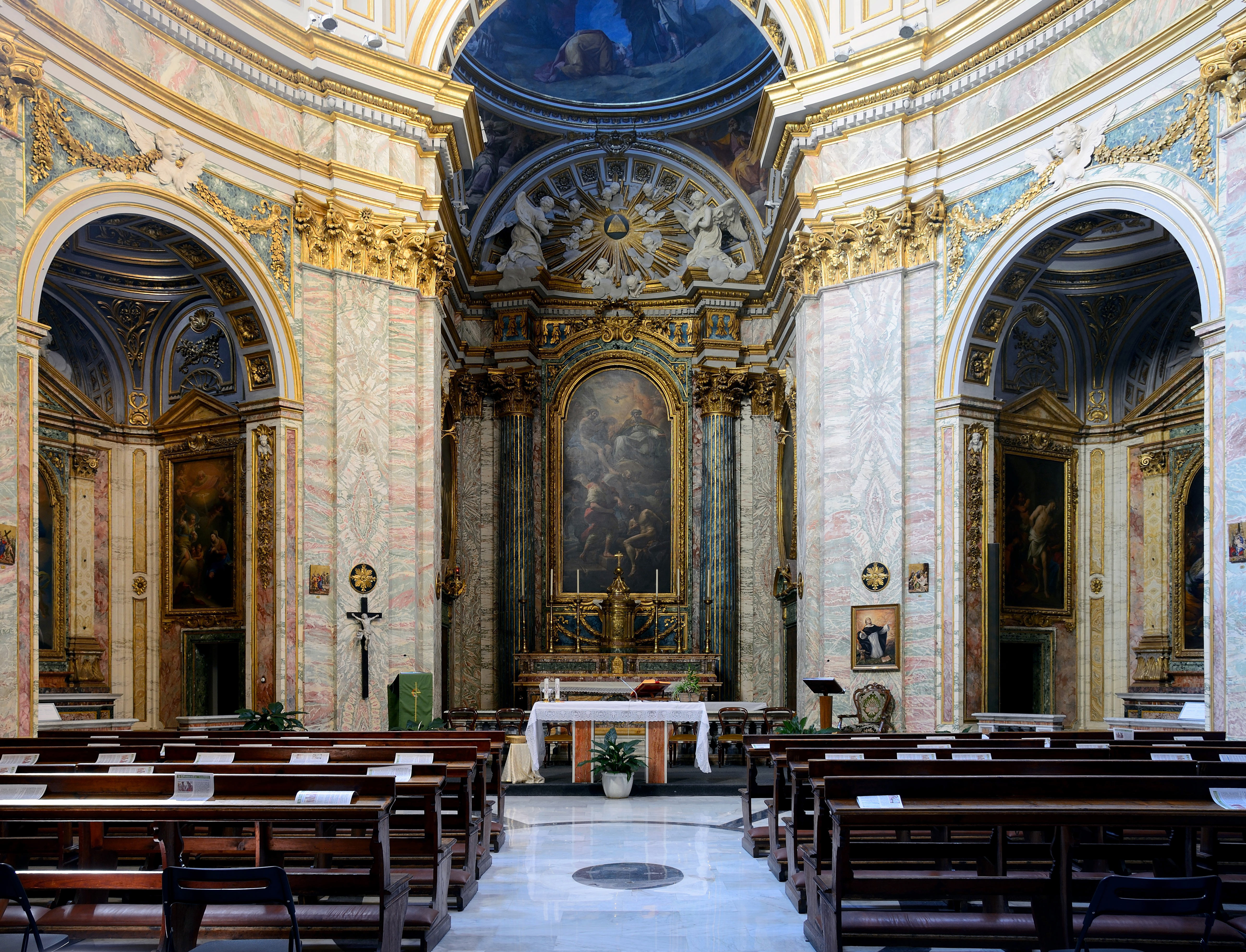
Interior de la iglesia.

El interior, precedido de un vestíbulo, es de planta planta elíptica con siete capillas intercomunicadas, cuatro a la derecha y tres a la izquierda. 
El techo abovedado está dividido en ocho segmentos de nervios radiales en cuyo óvalo central, rodeado de un marco dorado decorado con cuatro cabezas de querubines obra de Pietro Pacilli, representa una alegoría de "La misión de la Orden Trinitaria" pintada en 1748 por Gregorio Giuglielmi, autor también del fresco que representa "La Virgen María en coro entre los Padres Trinitarios Calzados de Castilla" que se encuentra sobre la bóveda del coro. 
En el presbiterio, el altar mayor está formado por un mural de Corrado Giaquinto que representa la Santísima Trinidad y la liberación de un esclavo. En el ábside se cubre con un casquete soportado por pechinas donde destaca la representación de Abraham y los tres ángeles y Abraham y Sara, obra de Antonio González Velázquez. 

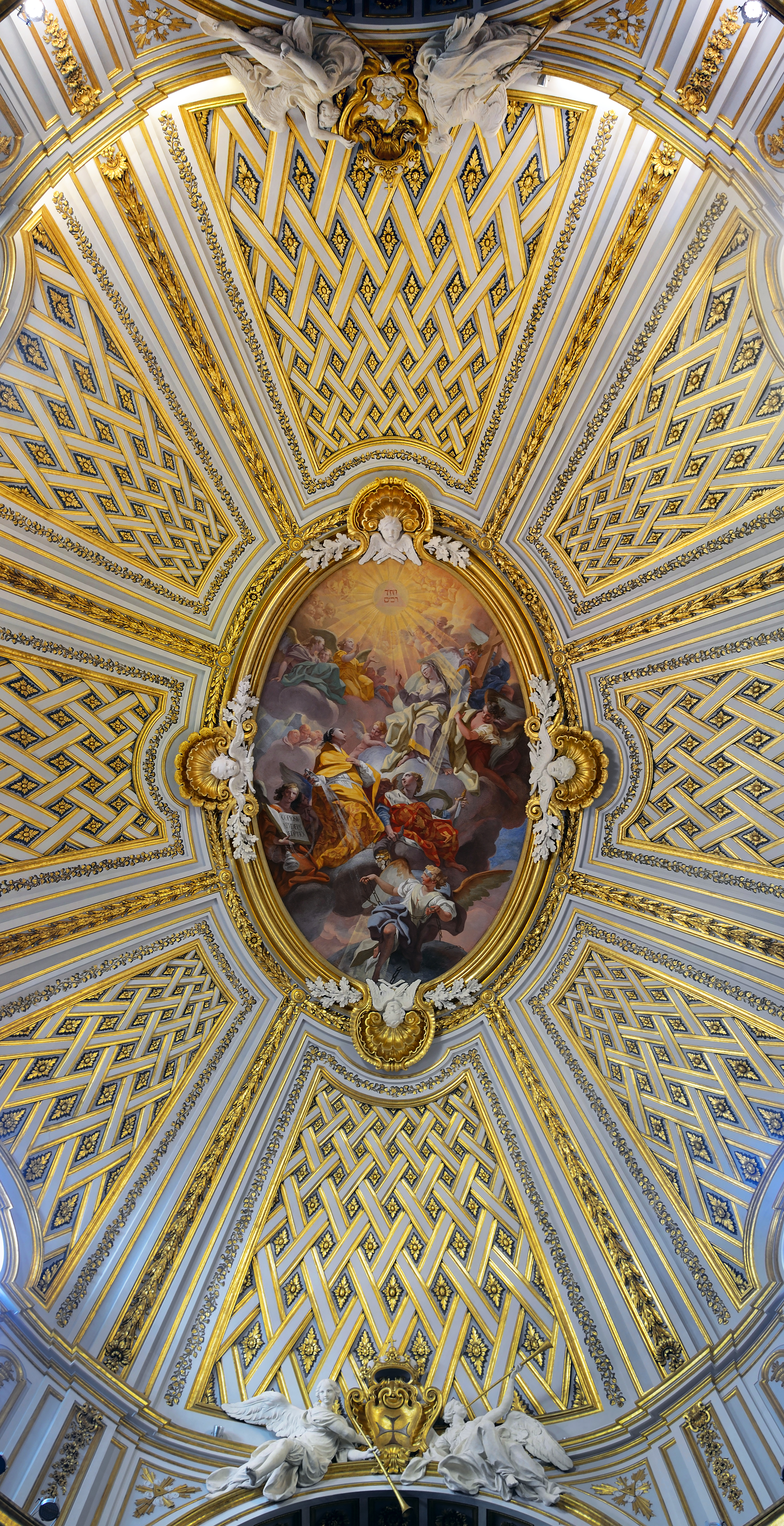
Óvalo central del techo abovedado.

Las pinturas presentes en la iglesia son originales del settecento, entre las que destaca "La Inmaculada Concepción" de Francisco Preciado de la Vega, realizado en torno a 1750. Los adornos en estuco son obra de Domingo Palacios, cuyo patrón de bandas entrelazadas recuerda a la adoptada por Fernando Fuga en la Iglesia de Santa María de la Oración y Muerte.